# Deva Premal
Deva Premal (1970 tại Nürnberg, Đức) là một ca sĩ nhạc New Age, nổi tiếng nhờ lối diễn tả thiền định các bản nhạc thiền (Chân ngôn) của đạo Bà la môn.

## Tiểu sử
Premal là con gái của nghệ sĩ điêu khắc Wolfgang Fries và một nhạc sĩ nhạc cổ điển. Ngay từ nhỏ đã được nghe nhạc thiền và chịu ảnh hưởng của các đạo giáo Á đông, cũng như được dạy về Violin, dương cầm và ca hát. Với người bạn đời là ca sĩ và nhạc sĩ guitar người Anh Miten, mà cô gặp vào năm 1990 tại Pune ở nơi hành đạo của Osho, cả hai đã trình diễn tại USA, Nhật, Âu châu, Á châu, Ba Tây, Canada và Úc cũng như tổ chức những buổi dạy hát.

## Dĩa nhạc
- The Essence (1998)
- Love Is Space (2000)
- Embrace (2002)
- Songs for the inner lover (mit Miten) (2003)
- Dakshina (2005)
- The Moola Mantra (2007)
- Soul in wonder (mit Miten) (2007)
- Into Silence (2008) (Kompilation)
- The Yoga of Sacred Song and Chant (mit Miten & Manose) (2009)
- Mantras For Precarious Times (2009)
- In Concert (mit Miten & Manose) (2009)
- Password (mit Miten & Manose) (2011)
- A deeper light (mit Miten & Manose) (2013)